# 狼の星座
『狼の星座』（おおかみのせいざ）は、横山光輝による日本の漫画作品。1975年から1976年にかけて『週刊少年マガジン』（講談社）にて連載。朽木寒三が小日向白朗を取材した小説『馬賊戦記 - 小日向白朗蘇るヒーロー』（1966年刊行）をもとに描かれた作品である。

## 概要
大正期 - 昭和初期の中国東北部を舞台に、主人公の大日向建作が馬賊となり、やがて多くの馬賊をまとめるリーダーになるまでを描いた漫画である。モデルは実在の日本人馬賊「小白竜（シャオパイロン）」こと、小日向白朗で、また、作中に実在の日本人馬賊伊達順之助なども登場する。横山は執筆にあたって当時まだ存命だった小日向に取材をしている。

## ストーリー
明治時代後半。新潟県のとある村で謎の病気で死にかけた大日向建作という赤ん坊がいた。医者も匙を投げたほどの容体だった建作は、両親が藁にもすがる思いで頼んだ祈祷師の祈りで死を免れる。建作の容態が落ち着くと、祈祷師は「この子は良く言えば人の上に立つ人相、悪く言えば大盗賊になる人相だ。それが嫌なら、6歳まで女の子として育てなさい」と建作の両親に告げた。両親は祈祷師のいうままに6歳まで彼を女の子として育てた。6歳になって男に戻された建作は尋常小学校に入ると、持ち前の頭の良さと腕っ節でガキ大将として近隣に知られるようになる。そしてこの頃から、彼はいつか中国大陸に行きたいと思うようになる。
やがて義務教育を終えた建作は、中国渡航の費用を貯めるため、東京の三河屋という商店で丁稚奉公をはじめる。ある日、得意先の日本陸軍将校・山部の屋敷に御用聞きに行った建作は、そこで初めて本物の拳銃を見、そして撃たせてもらう。初めて拳銃を撃った建作は反動で後ろにひっくり返り、それを見て笑う山部……しかし建作はその威力に感動するのだった。
時は第一次世界大戦当時。物の需要消費は拡大。商人は利を求めて買占めに走る。商人は大儲け。「成金」となり金を貯める一方で、庶民は1杯のご飯すら食べられない状況に……。ついに各地では困窮した庶民が決起、打ち壊しや米騒動が各地で起こる。勤めていた店が襲撃され職を失った建作は、別の方法で金を貯めることとする。次に彼が目をつけたのは第一次世界大戦の影響で日本で不足しつつあった金属であった。建作は廃品だったドラム缶を大量に入手し、それを鉄の板に加工したものを業者に持って行き、一財産築くことに成功する。故郷に戻った建作は、稼いだ金の大半を両親に与えた後、残りを中国旅行の軍資金とし、いよいよあこがれの中国へ渡るのだった。
何のあても無い無謀としか言えない渡航であったが、偶然にも旅先の天津で山部と再会する。建作は山部の紹介で、彼の上司である坂西利八郎大佐の下で働きつつ、中国語や中国での暮らしなどを学ぶことになった。
それから数年後、青年となった建作は坂西大佐の命令でスパイとして内蒙古の調査を命じられ、内蒙古へ出発する。だが、その途中、馬賊に襲撃され捕虜となってしまった。悪態をつく建作。しかし「馬賊という呼び名は日本人が侮蔑的につけたもので、本来は村の人々を守るための自衛団だ」と説明される。建作は中国人たちから「小東洋（シャオトンヤン＝日本の小僧）」という通称を与えられ、下窪の自衛団で下働きを始めた。そんな時とある襲撃作戦に参加し功を挙げたことから、大攪把（ターランパ＝自衛団の頭目）に認められ、数人の部下を持つ包頭（パオトウ＝小隊長クラス）に抜擢される。その中で彼は拳銃の才能を伸ばし、やがて所属する下窪の自衛団の中でも屈指の拳銃使いとなり出世していく。
あるときの戦闘で、大攪把が流れ弾に当たって死亡してしまう。急いで次の大攪把を決める儀式（占い）が行なわれ、後継者と有力視されていた副頭目（張何某）を差し置いて、小東洋（建作）が大攪把に任命されてしまう。占いの決定に承服できない張は、亡父の法要があるという口実で下窪を離れてしまった。このままでは統率が乱れてしまうと、小東洋は張を討伐に向かう。隊の仲間が同行しようとするが、身内で争うことで将来に禍根を残すことを避けるため、小東洋は一騎で向かい張を説得するも叶わず、仕方なく張たち18人を打ち倒して大攪把の地位を確固たるものとした。
ある時小東洋は、大家の娘である朱銀玲が軍閥の崔興武の部下に拉致されようとしていた場面に出くわし助け出す。それが縁で彼女と交際を始め、小東洋にも春が訪れたかに見えた。実際の春の訪れとともに、縄張りの見回りへと旅立つ小東洋。だが、銀鈴を狙う崔興武は、この時を待っていたのだった。小東洋が出発してから銀玲を拉致し、我がものにしてしまう。
大攪把となってから、人々から寄せられる問題を次々と解決していく小東洋だったが、あるとき山賊の縄張りを無理やり通ろうとして無理な戦闘となり、結果散り散りバラバラに逃げることとなった。大攪把になったという気負いが、無理な襲撃をさせたことを悔いた小東洋は、ひとり正月の来客に紛れて山賊の本拠地へと戻り、復讐を果たす。それでも70人の部下を失ってしまったことを気に病んで、本拠地の下窪には戻らず、荒野を彷徨うのであった。
たまたま朱家の近くを通りかかった小東洋は、立ち寄って銀玲に会おうとする。しかし、彼女はすでに昔の銀玲ではなく、小東洋のもとへ崔興武の部下を連れてきた。心から愛していた銀玲に裏切られたことを知った小東洋は、涙ながらに彼女を撃ち殺してしまう。騒ぎを聞いて駆けつけた朱家の人に詫びた小東洋だが、朱大人は娘が忘八蛋（8つの大切なことを忘れた人の姿をしたケダモノの意）になってしまったことを恥じるばかりであった。
銀玲を失ったことで、ますます心の傷を深くした小東洋は、周囲への警戒を怠り官憲に捕縛されてしまう。以前捕まったときは賄賂を払うことで釈放されたが、有名になった小東洋を身代金を受け取って釈放すれば自分の身が危ういと、今回ばかりは役人に賄賂を断られてしまう。小東洋の部下たちがなすすべもなく大攪把の処刑を迎えようとしていたまさにその時、群衆をかき分けて小東洋を救出するものが現れた。彼らは、大展子春峰大攪把の部下たちであった。以前小東洋が依頼されて牢獄破りをしたときに、巻き添えにならないようにと囚われていた人全員を開放したことがあったが、その中に春峰大攪把の祖父がいて、この度はなんとしても小東洋を助けるよう、孫に働きかけたのであった。これを縁として、小東洋と春峰そして今回手伝ってくれた王白山の3人の大攪把は、義兄弟の盃を交わした。
しかし、刑場破りを行なった小東洋に安住の地はなく、春峰の祖父が多倫の章嘉ラマに頼んで、ラマ寺に匿ってもらうこととなった。しかしその情報が漏れていて、多倫へ向かう途中に小東洋は経棚という城市の兵に捕縛されてしまう。前回の轍を踏まぬよう、経棚の役人が処刑の手続きを早急に済ませたため、どこの自衛団も小東洋の救出が間に合わなかった。いよいよ処刑が行なわれようとしたとき、またもや小東洋を助け出そうとする者たちが現れた。それは多倫のラマ寺に身を寄せるものたちであった。一度身柄を引き受けた以上、彼らはどんな犠牲を払ってもその責任を果たしたのであった。
自身の身の安全は確保したが、刑場破りで亡くなった者たちの弔いをするために、小東洋は彼らの遺体の引き渡しを求めた。しかし知事はこれを聞き入れず、遺体は小東洋の身柄と引き換えだという条件を出した。このままでは自分のために死んでいった者たちへの義理が立たないと、小東洋は下窪の部下、義兄弟となった春峰大攪把、王白山大攪把へ使いを出し、多倫へ集結するよう依頼した。1922年、900騎の自衛団が集まり、経棚へ攻撃を行い、知事はもとより城市の兵を全滅させ、遺体を取り戻すことができた。しかし、いくら乱世とはいえ、これは少しやりすぎであった。事態を重く見た北京政府は、小東洋に対して省境を超えても追跡ができる通輯令を出した。こうなると、匿ったり食事を与えるだけでも同罪とみなされるため、ラマ寺に身を寄せるのは諦め、北京の坂西少将を頼ることとする。
通輯令のために村に立ち寄ることも危うく思われたため、小東洋はひとり逃避行を続けた。そうするうちに、小東洋は身体だけではなく、精神にも異常をきたすようになった。今まで自分が殺してきた人たちの幻影を見るようになったのだ。ようやく奉直戦争で混乱している北京に辿り着いた頃には、小東洋はすっかり見る影もなくなっていた。坂西を訪ねたが、中国浪人の姿で身分証も持たない小東洋は、全く相手にされない。そこへちょうど山部少佐が通りかかり、やっと健作だと認めてもらえたのだった。経棚城襲撃に参加したと聞いた坂西と山部も、まさか建作が小東洋本人だとは思わなかった。やっと信じた二人だが、建作があまりにも大物になっていたため、簡単に匿うわけにも行かず、北京を離れて奉天へ向かうように告げる。
奉天のホテルに逗留した小東洋のノイローゼはますますひどくなり、昼夜にかかわらず幻影を見るようになっていた。そんな中でも、独自の情報網で小東洋の所在を掴んだ各地の大攪把たちが訪れると、元通りの小東洋として対応できるのだが、いざ一人になると、また幻影に苦しむのだった。奉天で知り合いとなった岫巌県の曹老九大攪把は、そんな彼に千山の無量観で道教の道士を束ねる葛月潭老師を紹介する。小東洋は、藁をもすがる思いで千山へとひとり向かうのであった。
千山に着いた小東洋は、そこで葛月潭老師から道教の教えを受け、さらには武当派拳法も学んで、3年の間修業を続けた。武当派拳法も免許皆伝の腕前となり、すっかり亡霊も見ることが亡くなった小東洋は、葛月潭老師に依頼され、各地の悪人を討伐する「除暴安良」が自分の進む道だと考え始めた。そんなある日、葛月潭老師の元に二人の大攪把が訪れた。法庫県で3千人規模の私設軍隊が、村々から徴発を行ない無法の限りを尽くしているので、千山の力を借りに来たのだった。葛月潭老師から野に下って除暴安良に尽力するよう説かれた小東洋は、下窪の部下、春峰大攪把、王白山大攪把、そして奉天で知り合いとなった各地の大攪把たちが、千山の呼びかけに応えて自衛団を引き連れ、小東洋の元へと馳せ参じたのだった。その数およそ2千騎以上。いくら私設軍隊側が3千人いても、戦闘のプロである自衛団員がこれだけ揃ったのでは、まるで勝ち目がなかった。
小東洋が相場よりもかなり安い立ち退き料しか支払わなかったため、私設軍隊の司令官は、直属の部下だけを連れて逃げ出していった。翌朝残された軍人たちは、周囲をグルリと自衛団に囲まれており、司令部はもぬけの殻になっているのを発見する。そのまま大人数でまとまっていれば、いずれどこかの軍閥が金を持って迎えにくると考えた軍人たちは、無謀にも自衛団に攻撃を仕掛けた。当然ながら太刀打ちできるはずもなく、軍は壊滅してしまう。各地の大攪把をまとめた小東洋は、大攪把を束ねる総攪把に祭り上げられ、その後彼を慕って彼のもとへ駆けつけるものたちも増え、最終的には数万の自衛団が、小東洋の支持に従い、農民たちの命と生活を守るため、自分の使命を果たしていった。
かって赤子のときに、祈祷師から「良く言えば人の上に立つ人相、悪く言えば大盗賊になる人相」と言われた大日向建作は、こうして憧れだった中国大陸で活躍したのだった。

## 登場人物
大日向 建作（おおひなた けんさく）
主人公。通称は小東洋（シャオトンヤン）。新潟生れ。子供の頃から中国大陸へのあこがれを持ち、東京に出て一財産を築いて中国へ渡る。馬賊に捕まり捕虜となるものの、やがて頭角を表し、前大攪把の跡を継ぐまでとなる。物語の最後では、軍閥連合を各地の馬賊をまとめ上げて倒し、馬賊仲間から総攪把（ツォンランパ）と呼ばれるまでになった。
性格は主人公らしくまっすぐで正義感が強く、困った人達を見捨てておけない。かつての味方でも裏切れば射殺することもあるが、後にそれが原因で心を病んだ。博打は下手で、よく部下に金を巻き上げられていた。
黄（おう）
「包頭（パオトウ）」と呼ばれる馬賊の小隊長。現場指揮者。一人旅をしていた建作を襲撃し、本拠地に連行して馬賊入りのきっかけを作る。最初は悪態をつく小東洋に粗雑な扱いをし、彼の潜在能力を見出せずにいたが、根が優しくて面倒見もよく、日本人の小東洋に馬賊の実態を説明し、様々なしきたりや技術を指導した。小東洋をかわいがり、物心両面でサポート。小東洋が大攪把に出世すると、副頭目としてよく補佐した。小東洋が最も信頼した人。
朱銀玲（しゅ ぎんれい）
金持ちの朱大人の娘。家への帰路を軍閥の手下に襲われていた最中に小東洋に助けられたのがきっかけで恋仲になるが、小東洋が不在の隙をつかれて軍閥の有力者にさらわれる。その後、身も心も有力者に売渡し、ついには小東洋を罠にはめようとするが、逆に射殺され、父の朱大人に忘八蛋（ワンパータン：人でなしの意）と嘆かれた。その名は101の王銀鈴の元ネタ。同時に『馬賊戦記』の朱銀鳳をモデルとしている。
小菊花（シャオジイホワ）
盗賊。幼少時より女性と見紛うほどの美しい容貌をしていたが、残酷な性格であったため、寺院に入れられる。しかし、そこで拳法に天賦の才を見せたことからますます手が付けられなくなり、寺を破門される。以降、かねてより配下に置いていたゴロツキと徒党を組んで強姦などの乱暴狼藉の限りを尽くすが、小東洋によって倒された。